# Jefferson Public Radio
Jefferson Public Radio (JPR) ist ein regionales Public Radio Netzwerk für das südliche Oregon und das nördliche Kalifornien. Gesendet wird vom Campus der Southern Oregon University in Ashland nahe Medford. Der Name rührt von dem nicht umgesetzten Bundesstaat Jefferson her.

## Historie
Der ursprüngliche Sender KSOR ging im Jahre 1969, nach Gründung am Southern Oregon College, als 10-Watt Station auf Sendung. Er strahlte in den folgenden Jahren sein Programm im Süden von Oregon und im Norden von Kalifornien mittels eines immer weiter wachsenden Netzwerkes von Sendern aus. Durch die Errichtung von neuen Relays in den angrenzenden Bergen wurde das Sendegebiet erweitert. In den 1980er Jahren baute die Station ihre Reichweite weiter aus und nannte sich ab 1989 Jefferson Public Radio.

## Verbreitung und Mitgliedschaften
JPR und seine Sender sind Mitglieder der Organisationen National Public Radio (NPR), Western States Public Radio (WSPR) und Northwest News Network.